# Stade de Reims 2022-2023
Questa voce raccoglie le informazioni riguardanti lo Stade de Reims nelle competizioni ufficiali della stagione 2022-2023.

## Maglie e divise
Lo sponsor tecnico per la stagione 2022-2023 è Umbro, mentre lo sponsor ufficiale è Hexamon.
| Casa | Trasferta | Terza maglia |

## Rosa
In corsivo i calciatori ceduti durante la stagione
| N. |                           | Ruolo | Calciatore          |
| -- | ------------------------- | ----- | ------------------- |
| 1  | Austria (bandiera)        | P     | Patrick Pentz       |
| 2  | Belgio (bandiera)         | D     | Wout Faes           |
| 3  | Costa d'Avorio (bandiera) | D     | Kamory Doumbia      |
| 4  | Belgio (bandiera)         | D     | Maxime Busi         |
| 5  | Marocco (bandiera)        | D     | Yunis Abdelhamid    |
| 6  | Francia (bandiera)        | D     | Andreaw Gravillon   |
| 7  | Francia (bandiera)        | A     | El Bilal Touré      |
| 7  | Norvegia (bandiera)       | A     | Noah Holm           |
| 8  | Svezia (bandiera)         | C     | Jens Cajuste        |
| 9  | Paesi Bassi (bandiera)    | A     | Kaj Sierhuis        |
| 10 | Kosovo (bandiera)         | C     | Arbër Zeneli        |
| 11 | Francia (bandiera)        | A     | Nathanaël Mbuku     |
| 11 | Francia (bandiera)        | A     | Myziane Maolida     |
| 15 | Zimbabwe (bandiera)       | C     | Marshall Munetsi    |
| 17 | Senegal (bandiera)        | C     | Dion Lopy           |
| 18 | Francia (bandiera)        | C     | Martin Adeline      |
| 19 | Paesi Bassi (bandiera)    | A     | Mitchell van Bergen |

| N. |                           | Ruolo | Calciatore        |
| -- | ------------------------- | ----- | ----------------- |
| 21 | Paesi Bassi (bandiera)    | C     | Azor Matusiwa     |
| 24 | Costa d'Avorio (bandiera) | D     | Emmanuel Agbadou  |
| 25 | Belgio (bandiera)         | D     | Thibault De Smet  |
| 28 | Francia (bandiera)        | D     | Bradley Locko     |
| 29 | Inghilterra (bandiera)    | A     | Folarin Balogun   |
| 30 | Francia (bandiera)        | P     | Nicolas Penneteau |
| 32 | Belgio (bandiera)         | D     | Thomas Foket      |
| 39 | Giappone (bandiera)       | C     | Jun'ya Itō        |
| 40 | Francia (bandiera)        | P     | Florent Duparchy  |
| 41 | Guinea (bandiera)         | D     | Ibrahim Diakité   |
| 43 | Francia (bandiera)        | D     | Cheick Keita      |
| 57 | Australia (bandiera)      | A     | Mohamed Touré     |
| 70 | Francia (bandiera)        | C     | Alexis Flips      |
| 94 | Francia (bandiera)        | P     | Yehvann Diouf     |
| 96 | Francia (bandiera)        | P     | Alexandre Olliero |
| 99 | Francia (bandiera)        | C     | Rafik Guitane     |

## Calciomercato

### Sessione estiva(dal 1º/7 al 1º/9)
| Acquisti         | Acquisti             | Acquisti        | Acquisti                   |
| R.               | Nome                 | da              | Modalità                   |
| ---------------- | -------------------- | --------------- | -------------------------- |
| C                | Jun'ya Itō           | Genk            | definitivo (10 milioni €)  |
| D                | Andreaw Gravillon    | Inter           | definitivo (3 milioni €)   |
| D                | Emmanuel Agbadou     | Eupen           | definitivo (2,6 milioni €) |
| D                | Maxime Busi          | Parma           | definitivo (2 milioni €)   |
| C                | Amir Richardson      | Le Havre        | definitivo (2 milioni €)   |
| A                | Noah Jean Holm       | Rosenborg       | prestito (500 mila €)      |
| P                | Patrick Pentz        | Austria Vienna  | gratuito                   |
| A                | Folarin Balogun      | Arsenal         | prestito                   |
| Altre operazioni |                      |                 |                            |
| R.               | Nome                 | da              | Modalità                   |
| A                | Kaj Sierhuis         | Heracles Almelo | fine prestito              |
| C                | Rafik Guitane        | Marítimo        | fine prestito              |
| A                | Dereck Kutesa        | Zulte Waregem   | fine prestito              |
| A                | N'Dri Philippe Koffi | Paços Ferreira  | fine prestito              |
| D                | Dario Maresic        | LASK            | fine prestito              |
| D                | Moustapha Mbow       | Nîmes           | fine prestito              |
| D                | Fodé Doucouré        | Red Star        | fine prestito              |
| D                | Thibault De Smet     | Beerschot VA    | fine prestito              |
| A                | Timothé Nkada        | Orléans         | fine prestito              |

| Cessioni | Cessioni             | Cessioni            | Cessioni                   |
| R.       | Nome                 | a                   | Modalità                   |
| -------- | -------------------- | ------------------- | -------------------------- |
| D        | Wout Faes            | Leicester City      | definitivo (17 milioni €)  |
| A        | El Bilal Touré       | Almería             | definitivo (8 milioni €)   |
| P        | Predrag Rajković     | Maiorca             | definitivo (2 milioni €)   |
| C        | Moreto Cassamá       | Omonia              | definitivo (1,5 milioni €) |
| D        | Fodé Doucouré        | Red Star            | definitivo (50 mila €)     |
| A        | Ghislain Konan       | Al-Nassr            | gratuito                   |
| D        | Moussa Doumbia       | Sochaux             | gratuito                   |
| D        | Dereck Kutesa        | Servette            | gratuito                   |
| C        | Sambou Sissoko       | Seraing             | fine prestito              |
| A        | Hugo Ekitike         | Paris Saint-Germain | prestito                   |
| C        | Ilan Kebbal          | Paris FC            | prestito                   |
| C        | Valon Berisha        | Melbourne City      | prestito                   |
| C        | Amir Richardson      | Le Havre            | prestito                   |
| A        | N'Dri Philippe Koffi | Paços Ferreira      | prestito                   |
| A        | Anastasios Donis     | APOEL               | prestito                   |
| A        | Fraser Hornby        | Ostenda             | prestito                   |
| D        | Dario Maresic        | Istria 1961         | prestito                   |
| D        | Moustapha Mbow       | Seraing             | prestito                   |
| D        | Andreaw Gravillon    | Inter               | fine prestito              |
| D        | Maxime Busi          | Parma               | fine prestito              |

### Sessione invernale(dal 2/1 al 31/1)
| Acquisti | Acquisti             | Acquisti       | Acquisti                |
| R.       | Nome                 | da             | Modalità                |
| -------- | -------------------- | -------------- | ----------------------- |
| P        | Alexandre Olliero    | Pau            | definitivo (300 mila €) |
| A        | Myziane Maolida      | Hertha Berlino | gratuito                |
| A        | N'Dri Philippe Koffi | Paços Ferreira | fine prestito           |

| Cessioni | Cessioni             | Cessioni         | Cessioni              |
| R.       | Nome                 | a                | Modalità              |
| -------- | -------------------- | ---------------- | --------------------- |
| D        | Andreaw Gravillon    | Torino           | prestito (400 mila €) |
| A        | Nathanaël Mbuku      | Augusta          | gratuito              |
| P        | Patrick Pentz        | Bayer Leverkusen | gratuito              |
| A        | Timothé Nkada        | Koper            | gratuito              |
| D        | Bradley Locko        | Brest            | prestito              |
| C        | Rafik Guitane        | Estoril Praia    | prestito              |
| A        | N'Dri Philippe Koffi | Le Mans          | prestito              |
| C        | Martin Adeline       | Rodez            | prestito              |
| D        | Ibrahim Diakité      | Eupen            | prestito              |

## Risultati

### Ligue 1

#### Girone di andata
| Arbitro: | Brisard |

|                                                 |           |             |
| Faes 13’ (aut.) Tavares 45+1’ Suárez 75’, 90+3’ | Marcatori | 84’ Balogun |

| Arbitro: | Hamel |

|                                       |           |                                          |
| Doumbia 23’ (rig.) Balogun 30’ (rig.) | Marcatori | 51’ (rig.), 62’ Andrić 72’ Cham 77’ Bela |

| Arbitro: | Buquet |

|             |           |             |
| Djiku 45+2’ | Marcatori | 80’ Balogun |

| Arbitro: | Stinat |

|         |           |             |
| Itō 24’ | Marcatori | 86’ Dembélé |

| Arbitro: | Pignard |

|                             |           |                                                    |
| Boufal 59’ (rig.) Hunou 67’ | Marcatori | 23’ Munetsi 45+1’ Itō 70’ (rig.) Balogun 90’ Flips |

| Arbitro: | Wattellier (Linguadoca-Rossiglione) |

|             |           |            |
| Balogun 72’ | Marcatori | 82’ Openda |

| Arbitro: | Frappart (Île-de-France) |

|               |           |  |
| Aboukhlal 31’ | Marcatori |  |

| Arbitro: | Bollengier (Nord-Passo di Calais) |

|  |           |                                         |
|  | Marcatori | 47’ Golovin 87’ Minamino 90’ Ben Yedder |

| Arbitro: | Millot |

|                        |           |                     |
| Odobert 51’ Porozo 90’ | Marcatori | 12’ Balogun 54’ Itō |

| Reims 8 ottobre 2022, ore 21:00 CEST 10ª giornata | Stade Reims | 0 – 0 referto | Paris Saint-Germain | Stadio Auguste Delaune (20 543 spett.)\| Arbitro: \| Gaillouste \| |
| Arbitro:                                          | Gaillouste  |               |                     |                                                                    |

| Lorient 15 ottobre 2022, ore 17:00 CEST 11ª giornata | Lorient | 0 – 0 referto | Stade Reims | Stade du Moustoir (15 776 spett.)\| Arbitro: \| Vernice \| |
| Arbitro:                                             | Vernice |               |             |                                                            |

| Arbitro: | El Hadj |

|                     |           |           |
| Balogun 28’ Itō 87’ | Marcatori | 33’ Niang |

| Brest 30 ottobre 2022, ore 15:00 CET 13ª giornata | Brest   | 0 – 0 referto | Stade Reims | Stade Francis-Le Blé (11 008 spett.)\| Arbitro: \| Delajod \| |
| Arbitro:                                          | Delajod |               |             |                                                               |

| Arbitro: | Buquet |

|                    |           |  |
| Balogun 83’ (rig.) | Marcatori |  |

| Arbitro: | Batta |

|              |           |             |
| Delaye 90+1’ | Marcatori | 87’ Munetsi |

| Arbitro: | El Hadj (Rodano-Alpi) |

|                           |           |              |
| Balogun 6’, 84’ Flips 22’ | Marcatori | 45+1’ Theate |

| Arbitro: | Wattellier |

|           |           |             |
| David 31’ | Marcatori | 78’ Cajuste |

| Arbitro: | Delajod |

|  |           |            |
|  | Marcatori | 3’ Munetsi |

| Reims 15 gennaio 2023, ore 19:00 CET 19ª giornata | Stade Reims                | 0 – 0 referto | Nizza | Stadio Auguste Delaune (11 383 spett.)\| Arbitro: \| Letexier (Ille-et-Vilaine) \| |
| Arbitro:                                          | Letexier (Ille-et-Vilaine) |               |       |                                                                                    |

#### Girone di ritorno
| Arbitro: | Buquet |

|            |           |               |
| Neymar 50’ | Marcatori | 90+5’ Balogun |

| Arbitro: | Batta |

|                                          |           |                     |
| Balogun 44’ (rig.), 61’, 64’ Doumbia 51’ | Marcatori | 10’ Le Fée 35’ Koné |

| Auxerre 5 febbraio 2023, ore 15:00 CET 22ª giornata | Auxerre    | 0 – 0 referto | Stade Reims | Stade de l'Abbé-Deschamps (14 680 spett.)\| Arbitro: \| Gaillouste \| |
| Arbitro:                                            | Gaillouste |               |             |                                                                       |

| Arbitro: | Pignard |

|                                                |           |  |
| Munetsi 9’ Maolida 43’ Balogun 49’ Cajuste 81’ | Marcatori |  |

| Nizza 18 febbraio 2023, ore 17:00 CET 24ª giornata | Nizza                             | 0 – 0 referto | Stade Reims | Allianz Riviera (18 102 spett.)\| Arbitro: \| Bollengier (Nord-Passo di Calais) \| |
| Arbitro:                                           | Bollengier (Nord-Passo di Calais) |               |             |                                                                                    |

| Arbitro: | Vernice (Mediterranée) |

|                                  |           |  |
| Itō 4’ Munetsi 7’ Abdelhamid 68’ | Marcatori |  |

| Arbitro: | Gaillouste |

|               |           |  |
| Cajuste 90+5’ | Marcatori |  |

| Arbitro: | Léonard (Lorena) |

|  |           |             |
|  | Marcatori | 50’ Balogun |

| Arbitro: | Letexier |

|             |           |                  |
| Balogun 13’ | Marcatori | 16’, 29’ Sánchez |

| Arbitro: | Bollengier |

|  |           |                            |
|  | Marcatori | 38’, 39’ Flips 58’ Munetsi |

| Arbitro: | Millot |

|                      |           |               |
| Balogun 90+1’ (rig.) | Marcatori | 6’ Lees-Melou |

| Arbitro: | Stinat (Maine) |

|                         |           |  |
| Doku 9’, 19’ Theate 68’ | Marcatori |  |

| Arbitro: | Turpin |

|  |           |                |
|  | Marcatori | 1’, 37’ Diallo |

| Arbitro: | Frappart |

|         |           |  |
| Kyei 4’ | Marcatori |  |

| Arbitro: | Leonard |

|             |           |  |
| Munetsi 21’ | Marcatori |  |

| Arbitro: | Pignard (Rodano-Alpi) |

|                                     |           |                    |
| Frankowski 40’ (rig.) S. Fofana 55’ | Marcatori | 23’ (rig.) Balogun |

| Arbitro: | Batta |

|                    |           |                           |
| Itō 7’ Balogun 54’ | Marcatori | 46’ Šabanović 60’ Abdelli |

| Arbitro: | Stinat |

|                                             |           |  |
| Agbadou 3’ (aut.) Lacazette 9’ Caqueret 83’ | Marcatori |  |

| Arbitro: | Gaillouste |

|             |           |                          |
| Balogun 28’ | Marcatori | 54’, 76’ Wahi 59’ Nordin |

### Coppa di Francia
| Arbitro: | Léonard |

|  |           |                                                                       |
|  | Marcatori | 45+3’ Zeneli 54’, 90’ Sierhuis 69’ Flips 77’, 78’ Adeline 89’ Guitane |

| Arbitro: | Vernice |

|  |           |                                          |
|  | Marcatori | 37’ (rig.) Balogun 64’ Flips 87’ Adeline |

| Arbitro: | Delajod (Rodano-Alpi) |

|                                              |           |             |
| Y. Diouf 23’ (aut.) Aboukhlal 35’ Chaïbi 62’ | Marcatori | 89’ Cajuste |

## Statistiche

### Statistiche di squadra
| Competizione     | Punti | In casa | In casa | In casa | In casa | In casa | In casa | In trasferta | In trasferta | In trasferta | In trasferta | In trasferta | In trasferta | Totale | Totale | Totale | Totale | Totale | Totale | DR |
| Competizione     | Punti | G       | V       | N       | P       | Gf      | Gs      | G            | V            | N            | P            | Gf           | Gs           | G      | V      | N      | P      | Gf     | Gs     | DR |
| ---------------- | ----- | ------- | ------- | ------- | ------- | ------- | ------- | ------------ | ------------ | ------------ | ------------ | ------------ | ------------ | ------ | ------ | ------ | ------ | ------ | ------ | -- |
| Ligue 1          | 51    | 19      | 8       | 6       | 5       | 28      | 23      | 19           | 4            | 9            | 6            | 17           | 22           | 38     | 12     | 15     | 11     | 45     | 45     | 0  |
| Coppa di Francia |       | 0       | 0       | 0       | 0       | 0       | 0       | 3            | 2            | 0            | 1            | 11           | 3            | 3      | 2      | 0      | 1      | 11     | 3      | +8 |
| Totale           | -     | 19      | 8       | 6       | 5       | 28      | 23      | 22           | 6            | 9            | 7            | 28           | 25           | 41     | 14     | 15     | 12     | 56     | 48     | +8 |

### Andamento in campionato
| Giornata  | 1  | 2  | 3  | 4  | 5  | 6  | 7  | 8  | 9  | 10 | 11 | 12 | 13 | 14 | 15 | 16 | 17 | 18 | 19 | 20 | 21 | 22 | 23 | 24 | 25 | 26 | 27 | 28 | 29 | 30 | 31 | 32 | 33 | 34 | 35 | 36 | 37 | 38 |
| --------- | -- | -- | -- | -- | -- | -- | -- | -- | -- | -- | -- | -- | -- | -- | -- | -- | -- | -- | -- | -- | -- | -- | -- | -- | -- | -- | -- | -- | -- | -- | -- | -- | -- | -- | -- | -- | -- | -- |
| Luogo     | T  | C  | T  | C  | T  | C  | T  | C  | T  | C  | T  | C  | T  | C  | T  | C  | T  | T  | C  | T  | C  | T  | C  | T  | C  | C  | T  | C  | T  | C  | T  | C  | T  | C  | T  | C  | T  | C  |
| Risultato | P  | P  | N  | N  | V  | N  | P  | P  | N  | N  | N  | V  | N  | V  | N  | V  | N  | V  | N  | N  | V  | N  | V  | N  | V  | V  | V  | P  | V  | N  | P  | P  | P  | V  | P  | N  | P  | P  |
| Posizione | 18 | 20 | 19 | 19 | 14 | 14 | 16 | 17 | 17 | 15 | 15 | 14 | 13 | 11 | 11 | 10 | 10 | 11 | 11 | 11 | 11 | 10 | 10 | 10 | 10 | 8  | 8  | 9  | 7  | 8  | 8  | 8  | 11 | 10 | 11 | 11 | 11 | 11 |

Fonte:  Evoluzione classifica Ligue 1 22/23, su transfermarkt.it, Transfermarkt.
Legenda:

Luogo: C = Casa; T = Trasferta. Risultato: V = Vittoria; N = Pareggio; P = Sconfitta.